# Gaetano Sabatelli
Pour les articles homonymes, voir Sabatelli.
Gaetano Sabatelli, né en 1820 à Florence et mort en 1893 à Milan, est un peintre italien d'histoire.

## Biographie
Gaetano Sabatelli naît en 1820 à Florence.
Fils de Luigi Sabatelli, et frère des peintres Francesco, Marina, Giuseppe et Luigi Maria, il est actif, avec ce dernier, après la mort de leur père, dans leur atelier de Milan jusqu'en 1893.
Gaetano Sabatelli meurt en 1893 à Milan.

## Œuvres
La galerie d'Art moderne du palais Pitti expose une de ses œuvres : Cimabue observant le jeune Giotto dessinant une chèvre sur un rocher (1847).
On notera également Othello et Desdémone (Everett Collection), Le Parnasse,  ...